# Abbaye de Santes Creus
Le Monastère de Santes Creus (en catalan Reial Monestir de Santa Maria de Santes Creus) est une abbaye cistercienne construite au XIIe siècle située en bordure de la commune de Aiguamurcia, dans la Catalogne. Elle fut déclarée Monument National par Ordre Royal le 13 juillet 1921.

## Historique

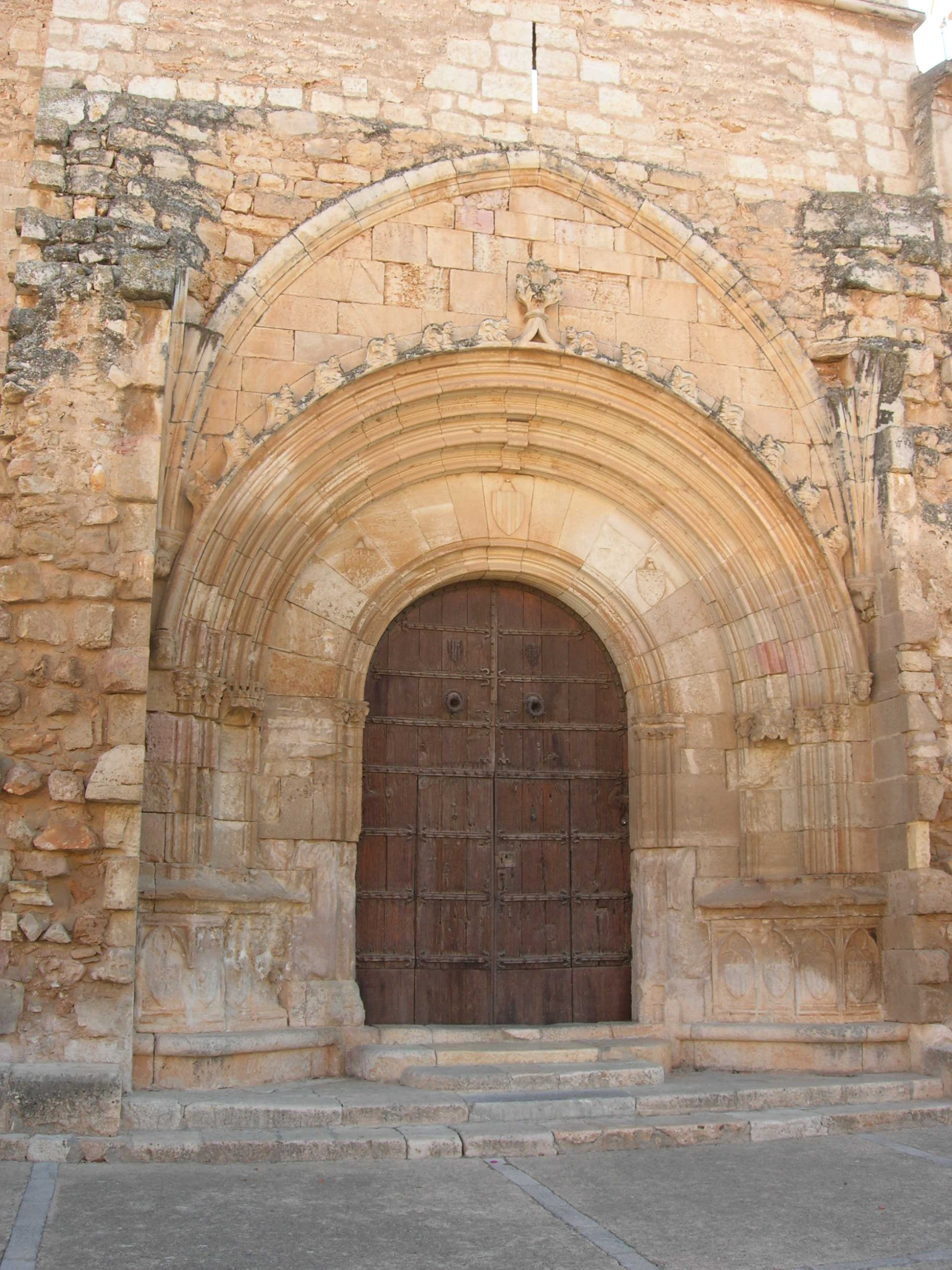
La porte royale

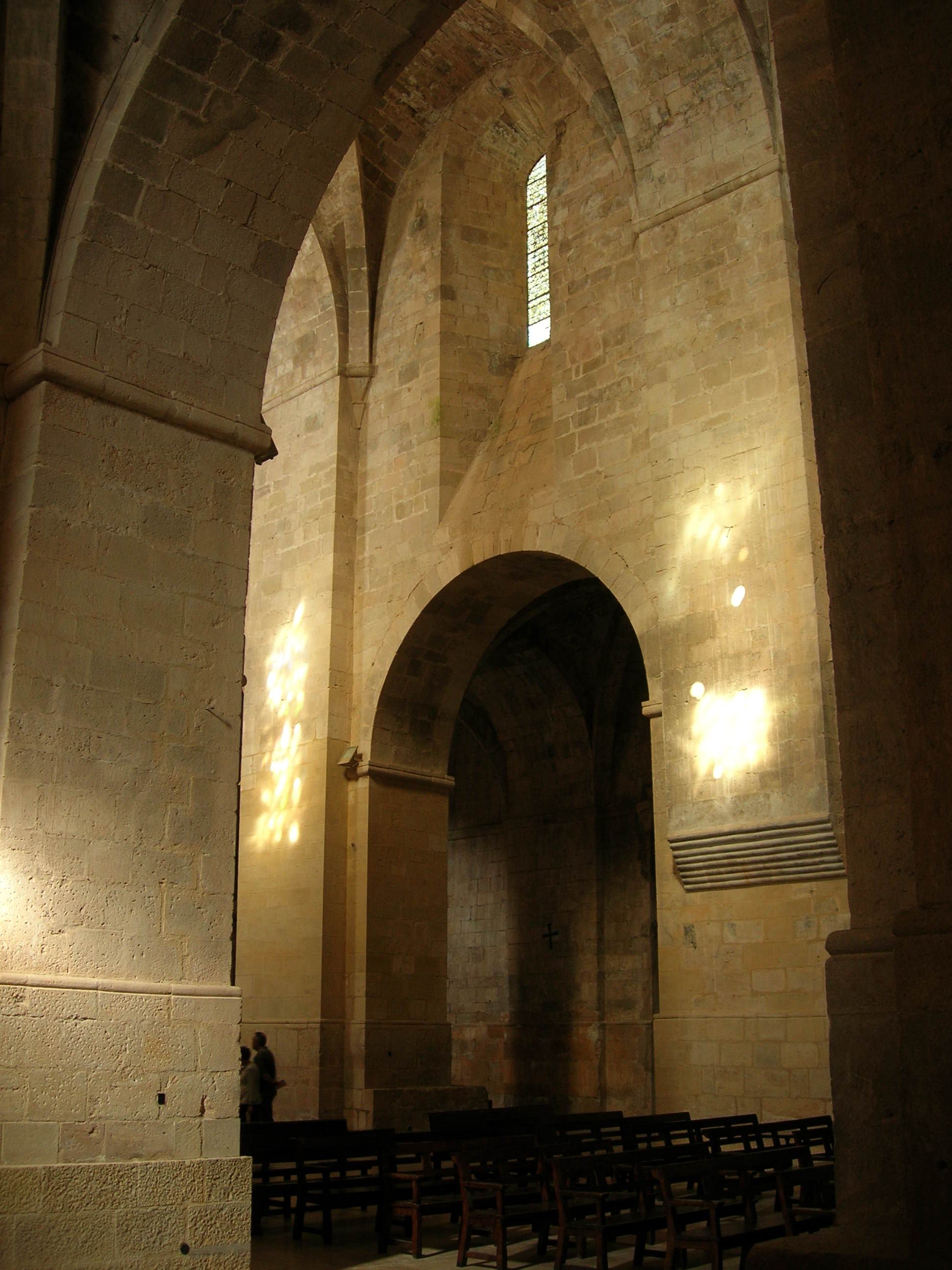
L'église

L'origine du monastère remonte à 1150 mais pas sur le même site. La puissante famille Montcada céda en cette année aux moines cisterciens de l'abbaye de Grandselve (Languedoc) des terres sur le lieu-dit Valdaura, sur l'actuelle commune barcelonaise de Cerdanyola del Vallés. Les moines s'installèrent provisoirement sur ce site. En 1158, les seigneurs de Montagut et de Alba leur firent don des alentours de Santes Creus, au bord de la rivière Gaià. Ils décidèrent alors de changer de lieu. Mais, à cause d'un conflit juridictionnel entre les diocèses de Barcelone et de Tarragone, le transfert ne commença qu'après que le pape Alexandre III eut décrété l'indépendance du monastère en 1168. Enfin, en 1174, les travaux de construction commencèrent : premièrement l'église et la salle capitulaire, puis le cloître roman (aujourd'hui disparu). Plus tard, la salle des moines, le réfectoire et le dortoir furent terminés. Les travaux durèrent jusqu'en 1225 avant de voir s'achever les principaux bâtiments.
Au milieu du XIIIe siècle, la monarchie aragonaise intervint dans le rythme de vie de l'abbaye en montrant un intérêt qui perturba la simplicité de la vie cistercienne et qui permit un agrandissement du complexe monacal avec de nouvelles et précieuses constructions. C'est l'époque de Saint Bernard Calvo, conseiller de Jacques Ier d'Aragon (1213-1276), qu'il accompagna lors des conquêtes de Majorque et de Valence. Le successeur au trône, Pierre III d'Aragon, (1276-1285), joua son rôle d'appui royal envers l'abbaye et voulut y être enterré, comme le furent après lui son fils Jacques II d'Aragon (1291-1337) et l'épouse de celui-ci, Blanche d'Anjou. À la demande de ce dernier monarque, les chambres de l'abbaye furent transformées en palais royal. Il entreprit aussi la destruction du cloître roman et le fit remplacer par le cloître gothique actuel, œuvre du maître anglais Reinard de Fonoll et de Guillem de Seguer, qui construisirent aussi la coupole au-dessus de la croisée du transept de l'église. La construction des murailles d'enceinte est due à Pierre IV d'Aragon (1336-1387). C'est aussi sous son impulsion que, lui préférant le Monastère de Poblet, le monastère de Santes Creus cessa d'être un palais et le panthéon royal. Ainsi, les dépendances du palais redevinrent des dortoirs pour les moines.
Des travaux d'agrandissement et de rénovation continuèrent d'être effectués durant les XVIIe et XVIIIe siècles, ajoutant de nouveaux bâtiments extérieurs. Cette activité continue s'acheva brutalement en 1835 avec le désamortissement de Mendizábal, au moment où le monastère souffrait de l'abandon d'une partie de la communauté cistercienne et était voué à la ruine. Déclaré Monument National en 1921, il fut l'objet de plusieurs travaux de restauration et d'aménagement. Il sert aujourd'hui de centre d'expositions culturelles sous la gestion de la Généralité de Catalogne.

## Les bâtiments

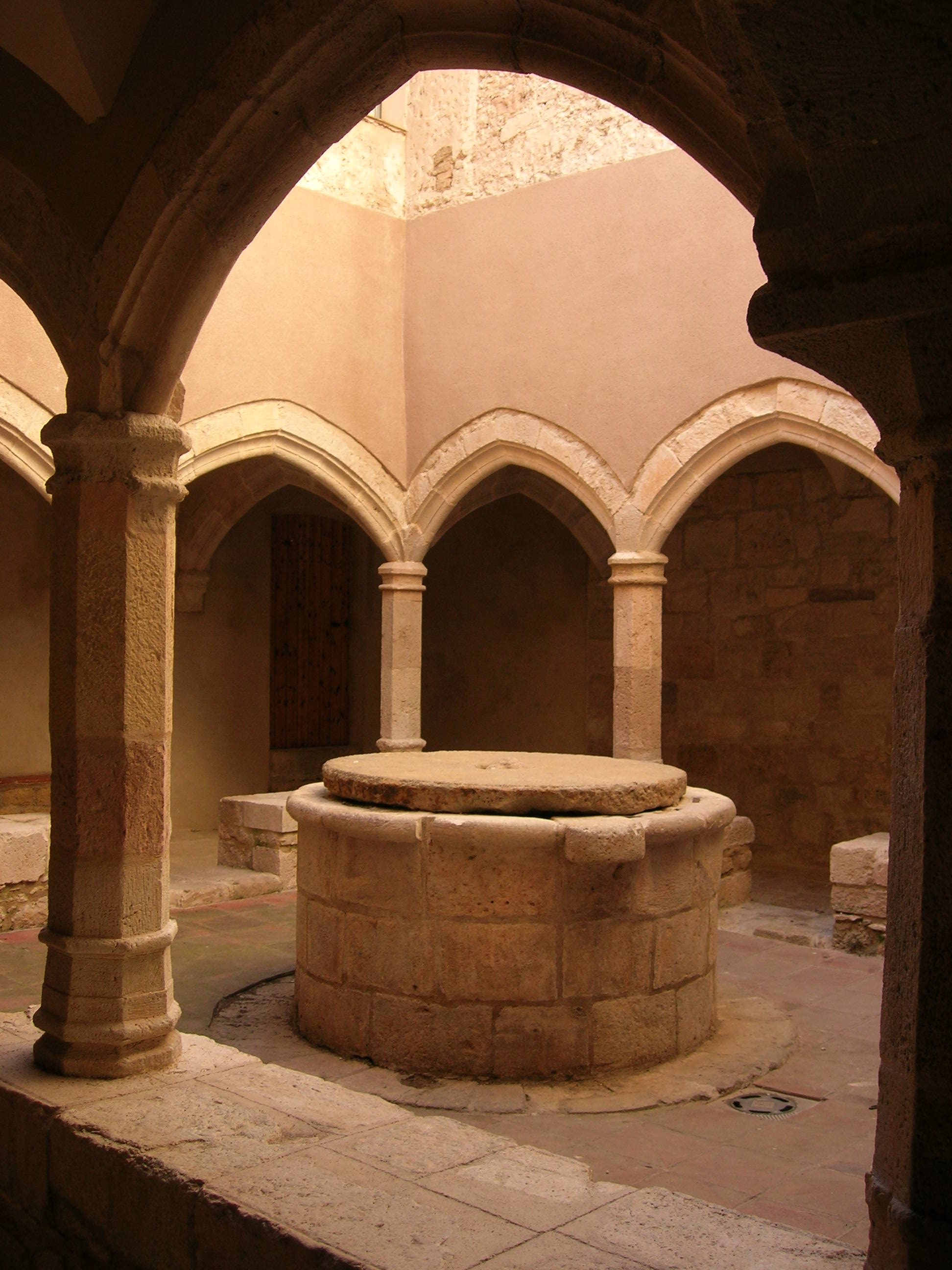

En accord avec le schéma d'organistion de l'Ordre cistercien, le cœur du monastère est formé par les trois pièces principales de la vie des moines : l'église, le cloître adossé et la salle capitulaire. Les bâtiments qui complètent l'ensemble sont le réfectoire, le parloir, la salle des moines (ou le scriptorium) et, au deuxième étage, le dortoir commun.
En plus du groupe de bâtiments détaillés ci-dessous, il y en a d'autres d'utilisation disparate comme l'infirmerie, les chambres des moines à la retraite, le cloître postérieur, le Palais Royal et un espace réservé au cimetière. Il existe aussi la chapelle primitive de la Trinité, le Palais de l'abbaye, la chapelle de Sainte Lucie et l'Arc Royal d'accès à la place de Saint Bernard.

### L'église

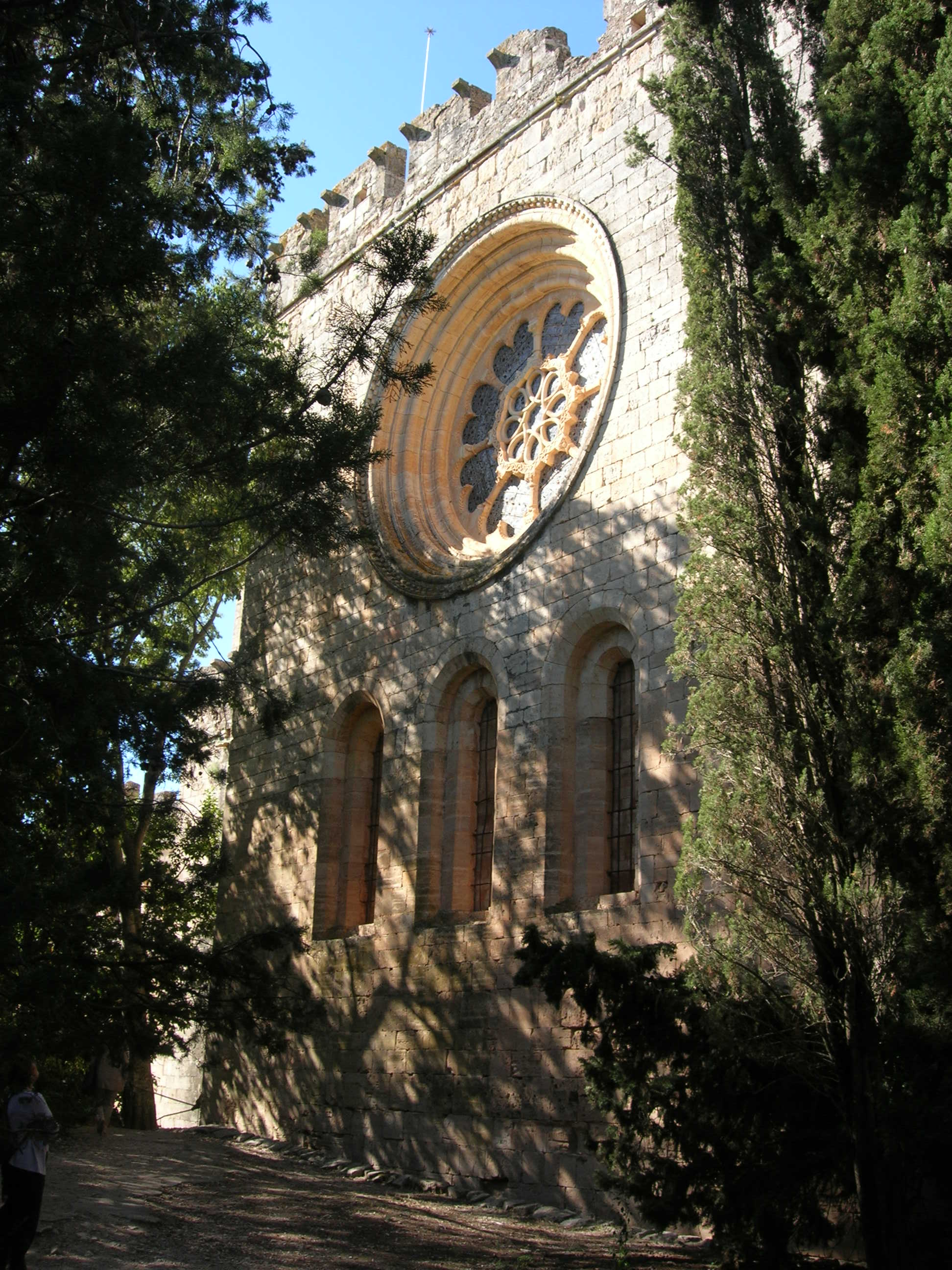
Abside et rosace

Les travaux de construction de l'église débutèrent en 1174 et se terminèrent vers 1225. Cependant, en 1211, les travaux durent être suffisamment avancés afin que puisse être réalisé le sacre du temple. Le schéma au sol correspond à une croix latine avec trois nefs, la plus large étant la nef centrale, constituées de six travées depuis l'entrée jusqu'au transept. Ce dernier est aussi large que la nef centrale, ce qui donne une croisée de plan carré. Sur le côté oriental de ses bras s'ouvrent deux chapelles "absidiales" qui se remarquent très peu de l'extérieur.

### Le cloître

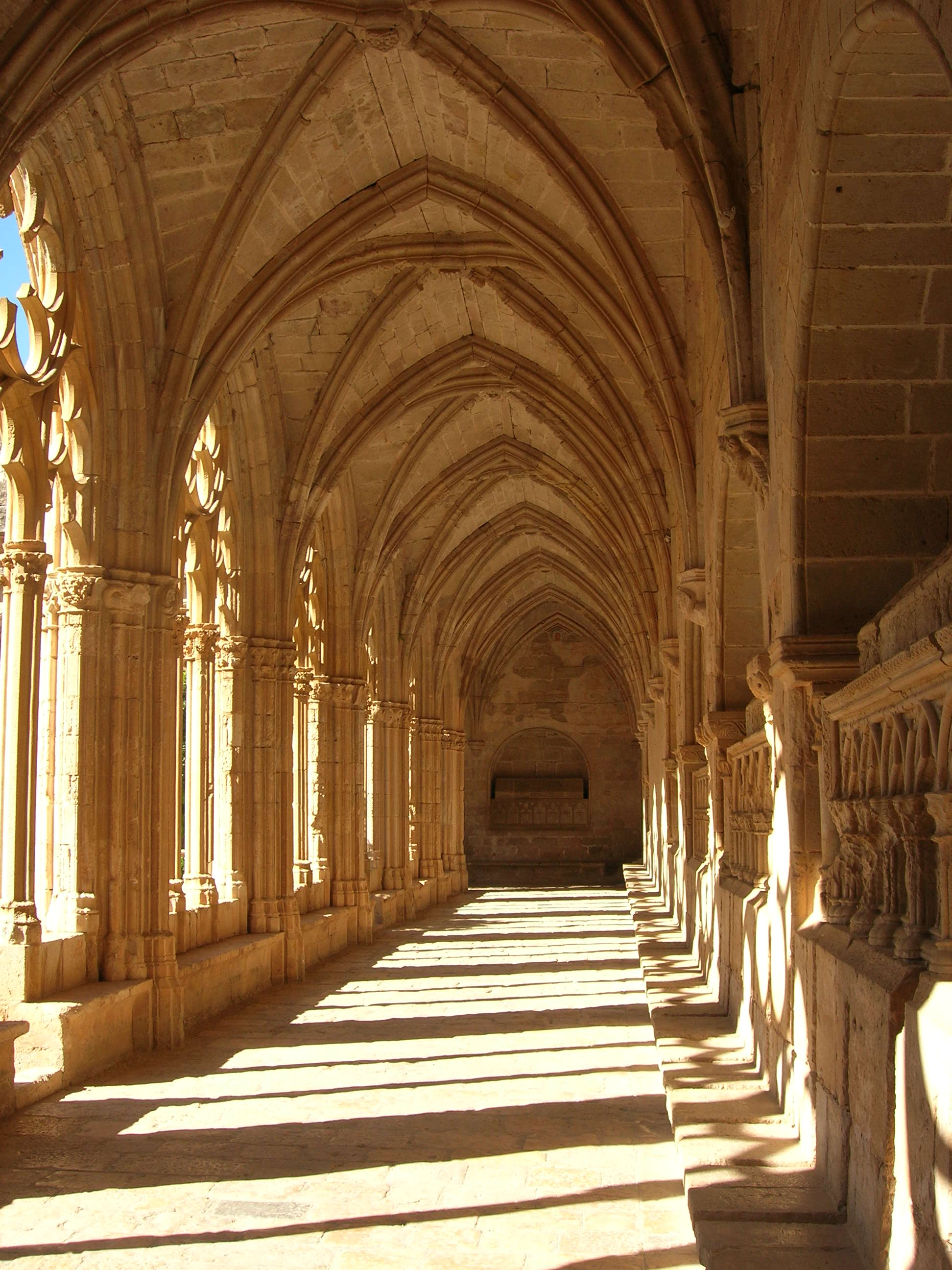
Intérieur du cloître

Le monastère possède depuis l'origine un simple cloître roman construit entre la fin du XIIe et le début du XIIIe siècle. À la demande du roi Jacques II d'Aragon et avec son appui, l'abbé Pere Alegre commença en 1313 la démolition de l'ancien cloître et la construction du nouveau sans modifier les autres bâtiments existants autour (l'église, la salle capitulaire, les fermes). La seule chose qu'il reste du cloître primitif est le kiosque qui abrite la pile-lavoir par laquelle les moines se lavaient les mains après les travaux agricoles, avant de passer au réfectoire ou d'aller prier.

### La salle capitulaire

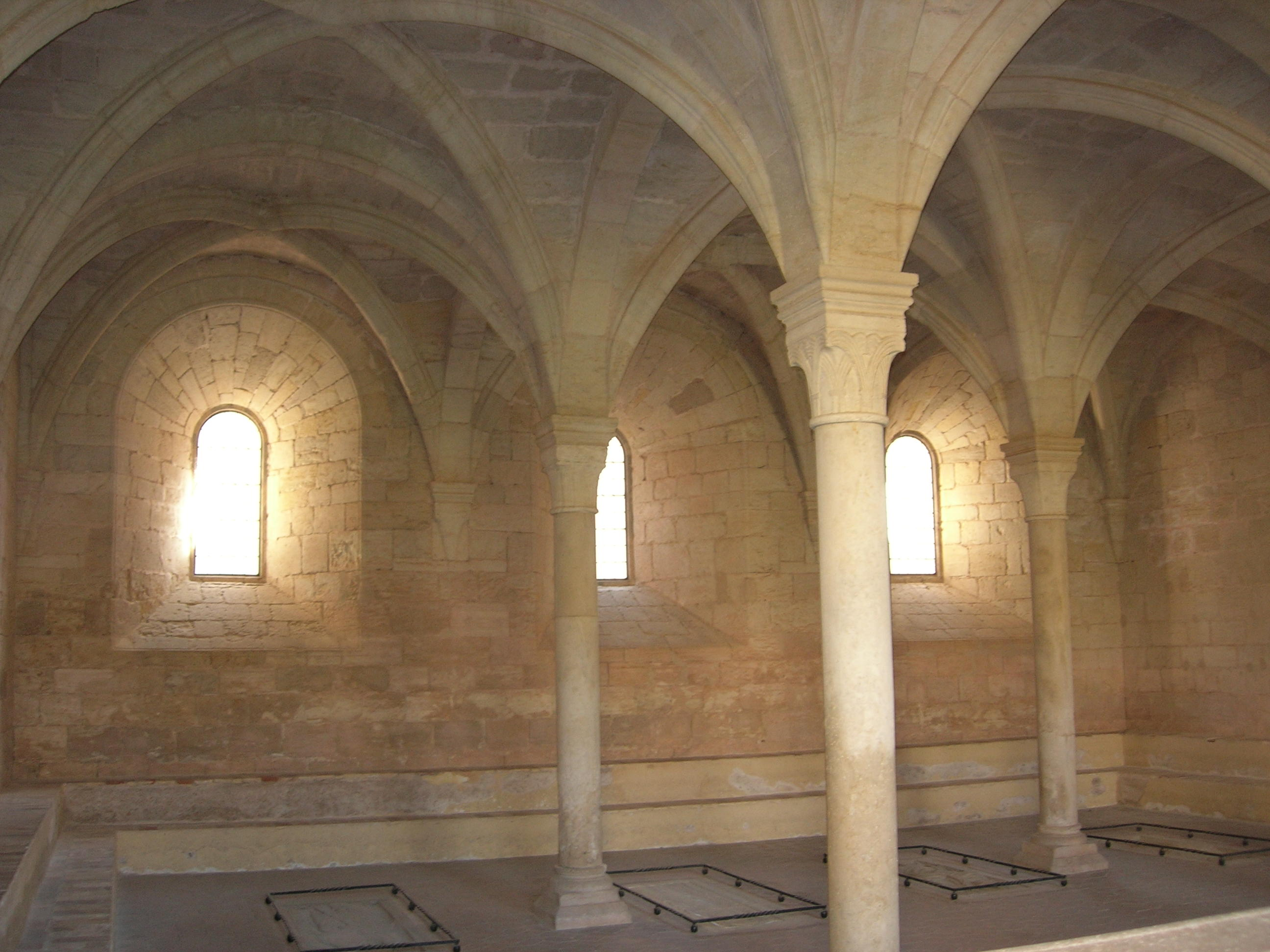
Intérieur de la salle capitulaire

La salle capitulaire de Santes Creus correspond exactement aux plans des salles capitulaires de l'Ordre cistercien. Elle se situe au centre de l'aile orientale du cloître, séparée du transept par la sacristie.

### Le dortoir
Le dortoir est une grande salle rectangulaire (environ 46 x 11 mètres) située au-dessus de l'aile Est du cloître (c'est-à-dire la salle capitulaire et la salle des moines). Au départ, les moines dormaient sur le sol, dans un espace commun, sans séparation. Plus tard, des cloisons ont été créées pour individualiser les chambres. Il existe deux accès au dortoir : depuis l’escalier des matines qui communique directement avec le bras du transept de l'église et depuis l’'escalier de jour qui amène au cloître.
Aujourd'hui, le dortoir est utilisé comme salle de concert.

## Protection
L'abbaye fait l’objet d’un classement en Espagne au titre de bien d'intérêt culturel depuis le 13 juillet 1921.

### Sources
- (es) Cet article est partiellement ou en totalité issu de l’article de Wikipédia en espagnol intitulé « Monasterio de Santes Creus » (voir la liste des auteurs).